# Cộng đồng hải ngoại
Cộng đồng hải ngoại (tiếng Pháp: collectivités d’outre-mer, viết tắt COM) là một loại hình giống như cấp hành chính đầu tiên của Pháp. Các Cộng đồng Hải ngoại bao gồm một vài vùng nguyên là lãnh thổ hải ngoại của Pháp và một số thực thể hải ngoại khác với tình trạng đặc biệt, tất cả trở thành COMs theo Hiến pháp vào ngày 28 tháng 3 năm 2003.
Hiện có 5 Cộng đồng hải ngoại:
- Polynésie thuộc Pháp, một nhóm các quần đảo ở Thái Bình Dương
- Saint Barthélemy, một hòn đảo ở Caribe
- Saint Martin, một hòn đảo ở Caribe
- Saint Pierre và Miquelon, một nhóm đảo ở Đại Tây Dương ngoài khơi Newfoundland, Canada
- Wallis và Futuna, gồm 3 hòn đảo nhỏ ở Thái Bình Dương

Mayotte từng là một Cộng đồng hải ngoại từ 1976 cho đến đầu năm 2011, khi nó trở thành một Tỉnh hải ngoại.